# Monument la mormântul ostașilor căzuți și în memoria consătenilor căzuți în 1941-1945 (Corotna)
Monumentul la mormântul ostașilor căzuți și în memoria consătenilor căzuți în 1941-1945 este un monument amplasat în Corotna, Unitățile Administrativ-Teritoriale din Stînga Nistrului, Republica Moldova. Este un monument istoric de importanță națională inclus în Registrul monumentelor Republicii Moldova ocrotite de stat cu nr. 1318 (raionul Slobozia).